# Résultat des élections municipales de 2009 à Montréal

Résultats - maires d'arrondissement

Résultats - conseillers de la ville

Résultats - conseillers d'arrondissement

L’élection générale municipale de la ville de Montréal de 2009 a eu lieu le 1er novembre 2009. 

## Résultats
Les résultats sont indiquées ci-dessous.
Les candidats dont les informations sont ombragées sont ceux qui ont été élus ou qui ont obtenu au moins 15 % des votes donnés lors de l'élection au poste concerné. Pour ces candidats, le trésorier rembourse un montant égal à 50 % des dépenses électorales inscrites au rapport de dépenses électorales, faites et acquittées conformément à la loi .

## Élection du maire de Montréal
| Partis                            | Partis                            | Candidats                         | Vote      | %       | Majorité |
| --------------------------------- | --------------------------------- | --------------------------------- | --------- | ------- | -------- |
|                                   | Union Montréal                    | Gérald Tremblay (maire sortant)   | 159 020   | 37,90 % | 21 719   |
|                                   | Vision Montréal                   | Louise Harel                      | 137 301   | 32,73 % |          |
|                                   | Projet Montréal                   | Richard Bergeron                  | 106 768   | 25,45 % |          |
|                                   | Équipe O'Sullivan                 | Louise O'Sullivan                 | 8 490     | 2,02 %  |          |
|                                   | Fierté Montréal                   | Michel Bédard                     | 5 297     | 1,26 %  |          |
|                                   | Indépendant                       | Michel Prairie                    | 2 648     | 0,63 %  |          |
|                                   |                                   |                                   |           |         |          |
| Votes valides                     | Votes valides                     | Votes valides                     | 419 524   | 96,68   |          |
| Bulletins rejetés                 | Bulletins rejetés                 | Bulletins rejetés                 | 14 413    | 3,32    |          |
| Total                             | Total                             | Total                             | 433 937   | 100     |          |
| Abstention                        | Abstention                        | Abstention                        | 666 269   | 60,56   |          |
| Nombre d'inscrits / participation | Nombre d'inscrits / participation | Nombre d'inscrits / participation | 1 100 206 | 39,44   |          |

## Arrondissements

### Ahuntsic-Cartierville

#### Mairie d'arrondissement
| Partis                            | Partis                            | Candidats                         | Vote   | %       | Majorité |
| --------------------------------- | --------------------------------- | --------------------------------- | ------ | ------- | -------- |
|                                   | Projet Montréal                   | Pierre Gagnier                    | 12 760 | 35,09 % | 817      |
|                                   | Union Montréal                    | François Purcell                  | 11 943 | 32,84 % |          |
|                                   | Vision Montréal                   | Zaki Ghavitian                    | 11 659 | 32,06 % |          |
|                                   |                                   |                                   |        |         |          |
| Votes valides                     | Votes valides                     | Votes valides                     | 36 362 | 95,4    |          |
| Bulletins rejetés                 | Bulletins rejetés                 | Bulletins rejetés                 | 1 752  | 4,6     |          |
| Total                             | Total                             | Total                             | 38 114 | 100     |          |
| Abstention                        | Abstention                        | Abstention                        | 46 418 | 54,91   |          |
| Nombre d'inscrits / participation | Nombre d'inscrits / participation | Nombre d'inscrits / participation | 84 532 | 45,09   |          |

#### Conseiller de la ville
|          |                               | Nombre total d'électeurs inscrits    | 20 545          |             |
|          |                               | Nombre total de votes exprimés       | 10 055          | 48,94 %     |
| Candidat | Candidat                      | Parti politique                      | Nombre de votes | Pourcentage |
|          | Étienne Brunet                | Vision Montréal                      | 3 128           | 32,36 %     |
|          | Jean-François Desgroseilliers | Projet Montréal                      | 3 030           | 31,35 %     |
|          | Léonardo Fiore                | Union Montréal                       | 2 384           | 24,66 %     |
|          | Giovanna Giancaspro           | Indépendant                          | 743             | 7,69 %      |
|          | Achille Polcaro               | Équipe Louise O'Sullivan             | 381             | 3,94 %      |
|          |                               | Nombre de bulletins de vote rejetées | 389             |             |
|          |                               | Majorité en faveur de Étienne Brunet | 98              |             |

|          |                       | Nombre total d'électeurs inscrits          | 21 605          |             |
|          |                       | Nombre total de votes exprimés             | 9 074           | 42 %        |
| Candidat | Candidat              | Parti politique                            | Nombre de votes | Pourcentage |
|          | Jocelyn Ann Campbell  | Union Montréal                             | 3 099           | 35,6 %      |
|          | Jean-Jacques Lapointe | Vision Montréal                            | 3 060           | 35,15 %     |
|          | Martin Bazinet        | Projet Montréal                            | 2 546           | 29,25 %     |
|          |                       | Nombre de bulletins de vote rejetées       | 369             |             |
|          |                       | Majorité en faveur de Jocelyn Ann Campbell | 39              |             |

|          |                   | Nombre total d'électeurs inscrits      | 21 037          |             |
|          |                   | Nombre total de votes exprimés         | 10 532          | 50,06 %     |
| Candidat | Candidat          | Parti politique                        | Nombre de votes | Pourcentage |
|          | Émilie Thuillier  | Projet Montréal                        | 3 484           | 34,17 %     |
|          | Diane Lemieux     | Union Montréal                         | 3 364           | 33 %        |
|          | Frédéric Lapointe | Vision Montréal                        | 3 347           | 32,83 %     |
|          |                   | Nombre de bulletins de vote rejetées   | 337             |             |
|          |                   | Majorité en faveur de Émilie Thuillier | 120             |             |

|          |                   | Nombre total d'électeurs inscrits      | 21 345          |             |
|          |                   | Nombre total de votes exprimés         | 8 439           | 39,54 %     |
| Candidat | Candidat          | Parti politique                        | Nombre de votes | Pourcentage |
|          | Harout Chitilian  | Union Montréal                         | 3 040           | 37,71 %     |
|          | Hasmig Belleli    | Vision Montréal                        | 2 578           | 31,98 %     |
|          | Pericles Creticos | Projet Montréal                        | 2 040           | 25,31 %     |
|          | John Gentile      | Équipe Louise O'Sullivan               | 403             | 5 %         |
|          |                   | Nombre de bulletins de vote rejetées   | 378             |             |
|          |                   | Majorité en faveur de Harout Chitilian | 462             |             |

### Anjou

#### Mairie d'arrondissement
| Partis                            | Partis                            | Candidats                         | Vote   | %       | Majorité |
| --------------------------------- | --------------------------------- | --------------------------------- | ------ | ------- | -------- |
|                                   | Union Montréal                    | Luis Miranda (maire sortant)      | 7 403  | 55,32 % | 3 445    |
|                                   | Vision Montréal                   | Lynda Côté                        | 3 958  | 29,58 % |          |
|                                   | Projet Montréal                   | Philippe Duval                    | 2 020  | 15,10 % |          |
|                                   |                                   |                                   |        |         |          |
| Votes valides                     | Votes valides                     | Votes valides                     | 13 381 | 96,50   |          |
| Bulletins rejetés                 | Bulletins rejetés                 | Bulletins rejetés                 | 486    | 3,50    |          |
| Total                             | Total                             | Total                             | 13 867 | 100,00  |          |
| Abstention                        | Abstention                        | Abstention                        | 15 886 | 53,39   |          |
| Nombre d'inscrits / participation | Nombre d'inscrits / participation | Nombre d'inscrits / participation | 29 753 | 46,61   |          |

#### Conseiller de ville (1)
| Partis | Partis          | Candidats                 | Vote  | %      |
| ------ | --------------- | ------------------------- | ----- | ------ |
|        | Union Montréal  | Andrée Hénault (sortante) | 6 781 | 51,0 % |
|        | Vision Montréal | Danielle Boulet           | 4 223 | 31,8 % |
|        | Projet Montréal | Yves Laporte              | 2 284 | 17,2 % |

#### Conseillers d'arrondissement (3)
| Partis | Partis          | Candidats                | Vote  | %      |
| ------ | --------------- | ------------------------ | ----- | ------ |
|        | Union Montréal  | Gilles Beaudry (sortant) | 2 342 | 54,6 % |
|        | Vision Montréal | Souad Bounakhla          | 1 137 | 26,5 % |
|        | Projet Montréal | Alexis Rochon            | 812   | 18,9 % |

| Partis | Partis          | Candidats               | Vote  | %      |
| ------ | --------------- | ----------------------- | ----- | ------ |
|        | Union Montréal  | Paul-Yvon Perron        | 1 746 | 45,0 % |
|        | Vision Montréal | Rémy Tondreau (sortant) | 1 479 | 38,1 % |
|        | Projet Montréal | Julien Viel             | 656   | 16,9 % |

| Partis | Partis          | Candidats                  | Vote  | %      |
| ------ | --------------- | -------------------------- | ----- | ------ |
|        | Union Montréal  | Michelle Zammit (sortante) | 2 722 | 53,6%  |
|        | Vision Montréal | Badiona Bazin              | 1 499 | 29,5 % |
|        | Projet Montréal | Slimane Bah                | 857   | 16,9 % |

### Côte-des-Neiges–Notre-Dame-de-Grâce

#### Maire d'arrondissement
| Partis                            | Partis                            | Candidats                         | Vote   | %       | Majorité |
| --------------------------------- | --------------------------------- | --------------------------------- | ------ | ------- | -------- |
|                                   | Union Montréal                    | Michael Applebaum                 | 17 409 | 52,19 % | 8 731    |
|                                   | Projet Montréal                   | Carole Dupuis                     | 8 678  | 26,01 % |          |
|                                   | Vision Montréal                   | Brenda Mae Paris                  | 5 686  | 17,04 % |          |
|                                   | Équipe Louise O'Sullivan          | Jacqueline Sommereyns             | 1 586  | 4,75 %  |          |
|                                   |                                   |                                   |        |         |          |
| Votes valides                     | Votes valides                     | Votes valides                     | 33 359 | 96,86   |          |
| Bulletins rejetés                 | Bulletins rejetés                 | Bulletins rejetés                 | 1 082  | 3,14    |          |
| Total                             | Total                             | Total                             | 34 441 | 100,00  |          |
| Abstention                        | Abstention                        | Abstention                        | 60 990 | 63,91   |          |
| Nombre d'inscrits / participation | Nombre d'inscrits / participation | Nombre d'inscrits / participation | 95 431 | 36,09   |          |

#### Conseiller de ville (4)
|          |                            | Nombre total d'électeurs inscrits    | 17 474          |             |
|          |                            | Nombre total de votes exprimés       | 5 584           | 31,96 %     |
| Candidat | Candidat                   | Parti politique                      | Nombre de votes | Pourcentage |
|          | Lionel Perez               | Union Montréal                       | 2 322           | 43,74 %     |
|          | Kamalathevi Jegatheeswaran | Projet Montréal                      | 1 137           | 21,42 %     |
|          | Keeton Clarke              | Vision Montréal                      | 798             | 15,03 %     |
|          | Francine Brodeur           | Équipe Louise O'Sullivan             | 435             | 8,19 %      |
|          | Marlon Quintos             | Indépendant                          | 312             | 5,88 %      |
|          | Alex Robles                | Indépendant                          | 305             | 5,74 %      |
|          |                            | Nombre de bulletins de vote rejetées | 275             |             |
|          |                            | Majorité en faveur de Lionel Perez   | 1 185           |             |

|          |                                               | Nombre total d'électeurs inscrits     | 16 773          |             |
|          |                                               | Nombre total de votes exprimés        | 6 434           | 38,36 %     |
| Candidat | Candidat                                      | Parti politique                       | Nombre de votes | Pourcentage |
|          | Gérald Tremblay (Helen Fotopulos, colistière) | Union Montréal                        | 2 607           | 41,75 %     |
|          | Magda Popeanu                                 | Projet Montréal                       | 2 111           | 33,81 %     |
|          | Amelia Salehabadi                             | Vision Montréal                       | 1 382           | 22,13 %     |
|          | Ziyad Almbasher                               | Équipe Louise O'Sullivan              | 144             | 2,31 %      |
|          |                                               | Nombre de bulletins de vote rejetées  | 190             |             |
|          |                                               | Majorité en faveur de Helen Fotopulos | 496             |             |

|          |                   | Nombre total d'électeurs inscrits    | 18 661          |             |
|          |                   | Nombre total de votes exprimés       | 6 240           | 33,44 %     |
| Candidat | Candidat          | Parti politique                      | Nombre de votes | Pourcentage |
|          | Marvin Rotrand    | Union Montréal                       | 3 578           | 59,82 %     |
|          | Daniel Grenon     | Projet Montréal                      | 1 064           | 17,79 %     |
|          | Frédéric Tremblay | Vision Montréal                      | 939             | 15,7 %      |
|          | Carmen Dan        | Équipe Louise O'Sullivan             | 400             | 6,69 %      |
|          |                   | Nombre de bulletins de vote rejetées | 259             |             |
|          |                   | Majorité en faveur de Marvin Rotrand | 2 514           |             |

|          |                         | Nombre total d'électeurs inscrits    | 20 561          |             |
|          |                         | Nombre total de votes exprimés       | 8 400           | 40,85 %     |
| Candidat | Candidat                | Parti politique                      | Nombre de votes | Pourcentage |
|          | Peter McQueen           | Projet Montréal                      | 3 441           | 41,82 %     |
|          | Marie-José Mastromonaco | Union Montréal                       | 2 654           | 32,26 %     |
|          | David Hanna             | Vision Montréal                      | 1 811           | 22,01 %     |
|          | David Riachi            | Équipe Louise O'Sullivan             | 177             | 2,15 %      |
|          | Philippe Godley         | Indépendant                          | 145             | 1,76 %      |
|          |                         | Nombre de bulletins de vote rejetées | 172             |             |
|          |                         | Majorité en faveur de Peter McQueen  | 787             |             |

|          |                   | Nombre total d'électeurs inscrits    | 21 962          |             |
|          |                   | Nombre total de votes exprimés       | 7 740           | 35,24 %     |
| Candidat | Candidat          | Parti politique                      | Nombre de votes | Pourcentage |
|          | Susan Clarke      | Union Montréal                       | 2 525           | 33,31 %     |
|          | Jeremy Searle     | Indépendant                          | 2 270           | 29,94 %     |
|          | Cymry Jean Gomery | Projet Montréal                      | 1 476           | 19,47 %     |
|          | George Pentsos    | Équipe Louise O'Sullivan             | 744             | 9,81 %      |
|          | Hubert Gallet     | Vision Montréal                      | 566             | 7,47 %      |
|          |                   | Nombre de bulletins de vote rejetées | 159             |             |
|          |                   | Majorité en faveur de Susan Clarke   | 255             |             |

### L'Île-Bizard–Sainte-Geneviève
|          |                  | Nombre total d'électeurs inscrits      | 13 150          |             |
|          |                  | Nombre total de votes exprimés         | 5 327           | 40,51 %     |
| Candidat | Candidat         | Parti politique                        | Nombre de votes | Pourcentage |
|          | Richard Bélanger | Union Montréal                         | 2 881           | 55,91 %     |
|          | René Gervais     | Vision Montréal                        | 1 168           | 22,67 %     |
|          | Luc Charlebois   | Projet Montréal                        | 925             | 17,95 %     |
|          | Nadia Vilmé      | Équipe Louise O'Sullivan               | 179             | 3,47 %      |
|          |                  | Nombre de bulletins de vote rejetées   | 174             |             |
|          |                  | Majorité en faveur de Richard Bélanger | 1 713           |             |

|          |               | Nombre total d'électeurs inscrits    | 3 696           |             |
|          |               | Nombre total de votes exprimés       | 1 566           | 42,37 %     |
| Candidat | Candidat      | Parti politique                      | Nombre de votes | Pourcentage |
|          | Diane Gibb    | Union Montréal                       | 816             | 53,37 %     |
|          | Denis Lessard | Vision Montréal                      | 404             | 26,42 %     |
|          | Daniel Dulude | Projet Montréal                      | 309             | 20,21 %     |
|          |               | Nombre de bulletins de vote rejetées | 37              |             |
|          |               | Majorité en faveur de Diane Gibb     | 412             |             |

|          |                    | Nombre total d'électeurs inscrits        | 3 826           |             |
|          |                    | Nombre total de votes exprimés           | 1 635           | 42,73 %     |
| Candidat | Candidat           | Parti politique                          | Nombre de votes | Pourcentage |
|          | Christopher Little | Union Montréal                           | 692             | 43,58 %     |
|          | Christian Larocque | Indépendant                              | 472             | 29,72 %     |
|          | Raymond Legault    | Vision Montréal                          | 254             | 15,99 %     |
|          | Gordon Craig       | Projet Montréal                          | 170             | 10,71 %     |
|          |                    | Nombre de bulletins de vote rejetées     | 47              |             |
|          |                    | Majorité en faveur de Christopher Little | 220             |             |

|          |                            | Nombre total d'électeurs inscrits     | 3 044           |             |
|          |                            | Nombre total de votes exprimés        | 1 255           | 41,23 %     |
| Candidat | Candidat                   | Parti politique                       | Nombre de votes | Pourcentage |
|          | François Robert            | Union Montréal                        | 538             | 45,36 %     |
|          | Pascal Marchi              | Vision Montréal                       | 325             | 27,4 %      |
|          | Jean-Dominic Lévesque-René | Projet Montréal                       | 323             | 27,23 %     |
|          |                            | Nombre de bulletins de vote rejetées  | 69              |             |
|          |                            | Majorité en faveur de François Robert | 213             |             |

|          |                  | Nombre total d'électeurs inscrits      | 2 584           |             |
|          |                  | Nombre total de votes exprimés         | 877             | 33,94 %     |
| Candidat | Candidat         | Parti politique                        | Nombre de votes | Pourcentage |
|          | Jacques Cardinal | Indépendant                            | 400             | 46,95 %     |
|          | Philippe Voisard | Union Montréal                         | 344             | 40,38 %     |
|          | Éric Boissé      | Vision Montréal                        | 65              | 7,63 %      |
|          | Henri Malmström  | Projet Montréal                        | 43              | 5,05 %      |
|          |                  | Nombre de bulletins de vote rejetées   | 25              |             |
|          |                  | Majorité en faveur de Jacques Cardinal | 56              |             |

### Lachine
|          |                 | Nombre total d'électeurs inscrits    | 30 441          |             |
|          |                 | Nombre total de votes exprimés       | 12 044          | 39,57 %     |
| Candidat | Candidat        | Parti politique                      | Nombre de votes | Pourcentage |
|          | Claude Dauphin  | Union Montréal                       | 7 407           | 63,37 %     |
|          | Carolina Caruso | Vision Montréal                      | 2 242           | 19,18 %     |
|          | Gilles Lortie   | Projet Montréal                      | 2 040           | 17,45 %     |
|          |                 | Nombre de bulletins de vote rejetées | 355             |             |
|          |                 | Majorité en faveur de Claude Dauphin | 5 165           |             |

|          |                     | Nombre total d'électeurs inscrits         | 30 441          |             |
|          |                     | Nombre total de votes exprimés            | 12 033          | 39,53 %     |
| Candidat | Candidat            | Parti politique                           | Nombre de votes | Pourcentage |
|          | Jane Cowell-Poitras | Union Montréal                            | 6 839           | 58,86 %     |
|          | Daniel Racicot      | Projet Montréal                           | 2 589           | 22,28 %     |
|          | Zhao Xin Wu         | Vision Montréal                           | 2 191           | 18,86 %     |
|          |                     | Nombre de bulletins de vote rejetées      | 414             |             |
|          |                     | Majorité en faveur de Jane Cowell-Poitras | 4 250           |             |

|          |                 | Nombre total d'électeurs inscrits    | 9 905           |             |
|          |                 | Nombre total de votes exprimés       | 3 558           | 35,92 %     |
| Candidat | Candidat        | Parti politique                      | Nombre de votes | Pourcentage |
|          | Lise Poulin     | Union Montréal                       | 1 485           | 43,45 %     |
|          | Robert Monaco   | Vision Montréal                      | 727             | 21,27 %     |
|          | John Symon      | Projet Montréal                      | 560             | 16,38 %     |
|          | Robert Farineau | Indépendant                          | 499             | 14,6 %      |
|          | Mario Lavigne   | Indépendant                          | 147             | 4,3 %       |
|          |                 | Nombre de bulletins de vote rejetées | 140             |             |
|          |                 | Majorité en faveur de Lise Poulin    | 758             |             |

|          |                   | Nombre total d'électeurs inscrits      | 10 176          |             |
|          |                   | Nombre total de votes exprimés         | 3 539           | 34,78 %     |
| Candidat | Candidat          | Parti politique                        | Nombre de votes | Pourcentage |
|          | Bernard Blanchet  | Union Montréal                         | 2 221           | 65 %        |
|          | Raymond Dufort    | Vision Montréal                        | 624             | 18,26 %     |
|          | Marc-André Rivest | Projet Montréal                        | 572             | 16,74 %     |
|          |                   | Nombre de bulletins de vote rejetées   | 122             |             |
|          |                   | Majorité en faveur de Bernard Blanchet | 1 597           |             |

|          |                        | Nombre total d'électeurs inscrits            | 10 360          |             |
|          |                        | Nombre total de votes exprimés               | 4 937           | 47,65 %     |
| Candidat | Candidat               | Parti politique                              | Nombre de votes | Pourcentage |
|          | Jean-François Cloutier | Union Montréal                               | 2 765           | 57,85 %     |
|          | Jody Anne Negley       | Projet Montréal                              | 1 036           | 21,67 %     |
|          | Claude de Lanauze      | Vision Montréal                              | 979             | 20,48 %     |
|          |                        | Nombre de bulletins de vote rejetées         | 157             |             |
|          |                        | Majorité en faveur de Jean-François Cloutier | 1 729           |             |

### LaSalle
| Candidat | Candidat           | Parti politique     | Votes | Pourcentage |
| -------- | ------------------ | ------------------- | ----- | ----------- |
|          | Manon Barbe        | Union Montréal      | 9 359 | 49,2%       |
|          | Michael Vadacchino | Vision Montréal     | 5 133 | 27 %        |
|          | Oksana Kaluzny     | Parti Ville LaSalle | 2 383 | 12,5 %      |
|          | Olivier Lafontaine | Projet Montréal     | 2 151 | 11,3 %      |

|          |                   | Nombre total d'électeurs inscrits       | 25 581          |             |
|          |                   | Nombre total de votes exprimés          | 10 607          | 41,46 %     |
| Candidat | Candidat          | Parti politique                         | Nombre de votes | Pourcentage |
|          | Richard Deschamps | Union Montréal                          | 4 835           | 47,55 %     |
|          | Pierre Lussier    | Vision Montréal                         | 2 489           | 24,48 %     |
|          | Frédéric Demers   | Projet Montréal                         | 1 318           | 12,96 %     |
|          | Éric Tremblay     | Parti Ville LaSalle                     | 1 113           | 10,95 %     |
|          | Cécile Duhamel    | Équipe Louise O'Sullivan                | 414             | 4,07 %      |
|          |                   | Nombre de bulletins de vote rejetées    | 438             |             |
|          |                   | Majorité en faveur de Richard Deschamps | 2 346           |             |

|          |                  | Nombre total d'électeurs inscrits     | 25 581          |             |
|          |                  | Nombre total de votes exprimés        | 10 631          | 41,56 %     |
| Candidat | Candidat         | Parti politique                       | Nombre de votes | Pourcentage |
|          | Ross Blackhurst  | Union Montréal                        | 5 019           | 49,38 %     |
|          | Yves Desparois   | Vision Montréal                       | 2 495           | 24,55 %     |
|          | Gregory Abel     | Projet Montréal                       | 1 217           | 11,97 %     |
|          | Mariya Pasternak | Parti Ville LaSalle                   | 1 042           | 10,25 %     |
|          | Gerald Wityshyn  | Équipe Louise O'Sullivan              | 391             | 3,85 %      |
|          |                  | Nombre de bulletins de vote rejetées  | 467             |             |
|          |                  | Majorité en faveur de Ross Blackhurst | 2 524           |             |

|          |                     | Nombre total d'électeurs inscrits         | 25 581          |             |
|          |                     | Nombre total de votes exprimés            | 10 615          | 41,5 %      |
| Candidat | Candidat            | Parti politique                           | Nombre de votes | Pourcentage |
|          | Laura-Ann Palestini | Union Montréal                            | 4 571           | 45,3 %      |
|          | Gilbert Vachon      | Vision Montréal                           | 2 770           | 27,45 %     |
|          | Benoît Couturier    | Projet Montréal                           | 1 357           | 13,45 %     |
|          | Devon Wyre          | Parti Ville LaSalle                       | 920             | 9,12 %      |
|          | Lise Furlatt        | Équipe Louise O'Sullivan                  | 472             | 4,68 %      |
|          |                     | Nombre de bulletins de vote rejetées      | 525             |             |
|          |                     | Majorité en faveur de Laura-Ann Palestini | 1 801           |             |

|          |                  | Nombre total d'électeurs inscrits      | 26 280          |             |
|          |                  | Nombre total de votes exprimés         | 9 341           | 35,54 %     |
| Candidat | Candidat         | Parti politique                        | Nombre de votes | Pourcentage |
|          | Alvaro Farinacci | Union Montréal                         | 4 077           | 45,97 %     |
|          | Carlo Mannarino  | Vision Montréal                        | 2 113           | 23,83 %     |
|          | Francisco Moreno | Parti Ville LaSalle                    | 1 195           | 13,48 %     |
|          | Dominique Matte  | Projet Montréal                        | 1 154           | 13,01 %     |
|          | Saroj Kumar Dash | Équipe Louise O'Sullivan               | 329             | 3,71 %      |
|          |                  | Nombre de bulletins de vote rejetées   | 473             |             |
|          |                  | Majorité en faveur de Alvaro Farinacci | 1 964           |             |

|          |                   | Nombre total d'électeurs inscrits    | 26 280          |             |
|          |                   | Nombre total de votes exprimés       | 9 340           | 35,54 %     |
| Candidat | Candidat          | Parti politique                      | Nombre de votes | Pourcentage |
|          | Vicenzo Cesari    | Union Montréal                       | 4 145           | 47,3 %      |
|          | Enrico Pace       | Vision Montréal                      | 2 150           | 24,53 %     |
|          | Giovanni Butterin | Parti Ville LaSalle                  | 1 360           | 15,52 %     |
|          | Livia James       | Projet Montréal                      | 1 109           | 12,65 %     |
|          |                   | Nombre de bulletins de vote rejetées | 576             |             |
|          |                   | Majorité en faveur de Vicenzo Cesari | 1 995           |             |

|          |                 | Nombre total d'électeurs inscrits    | 26 280          |             |
|          |                 | Nombre total de votes exprimés       | 9 333           | 35,51 %     |
| Candidat | Candidat        | Parti politique                      | Nombre de votes | Pourcentage |
|          | Josée Troilo    | Union Montréal                       | 3 692           | 41,99 %     |
|          | Jocelyne Bénard | Vision Montréal                      | 1 948           | 22,16 %     |
|          | Mario Orlando   | Parti Ville LaSalle                  | 1 471           | 16,73 %     |
|          | Julien Demers   | Projet Montréal                      | 977             | 11,11 %     |
|          | Vas Karkavilas  | Équipe Louise O'Sullivan             | 704             | 8,01 %      |
|          |                 | Nombre de bulletins de vote rejetées | 541             |             |
|          |                 | Majorité en faveur de Josée Troilo   | 1 744           |             |

### Mercier–Hochelaga-Maisonneuve
|          |                   | Nombre total d'électeurs inscrits    | 96 244          |             |
|          |                   | Nombre total de votes exprimés       | 39 531          | 41,07 %     |
| Candidat | Candidat          | Parti politique                      | Nombre de votes | Pourcentage |
|          | Réal Ménard       | Vision Montréal                      | 20 103          | 52,53 %     |
|          | Ann Julie Fortier | Projet Montréal                      | 9 640           | 25,19 %     |
|          | Claire St-Arnaud  | Union Montréal                       | 8 528           | 22,28 %     |
|          |                   | Nombre de bulletins de vote rejetées | 1 260           |             |
|          |                   | Majorité en faveur de Réal Ménard    | 10 463          |             |

|          |                | Nombre total d'électeurs inscrits    | 24 932          |             |
|          |                | Nombre total de votes exprimés       | 10 748          | 43,11 %     |
| Candidat | Candidat       | Parti politique                      | Nombre de votes | Pourcentage |
|          | Gaëtan Primeau | Vision Montréal                      | 4 770           | 45,95 %     |
|          | Suzie Miron    | Projet Montréal                      | 3 196           | 30,79 %     |
|          | Serge Malaison | Union Montréal                       | 2 414           | 23,26 %     |
|          |                | Nombre de bulletins de vote rejetées | 368             |             |
|          |                | Majorité en faveur de Gaëtan Primeau | 1 574           |             |

| Candidat | Candidat                    | Parti politique | Votes | Pourcentage |
| -------- | --------------------------- | --------------- | ----- | ----------- |
|          | Laurent Blanchard (Sortant) | Vision Montréal | 4 965 | 57,4%       |
|          | Éric Alan Caldwell          | Projet Montréal | 2 560 | 29,6 %      |
|          | Louis Cléroux               | Union Montréal  | 1 131 | 13,1 %      |

| Candidat | Candidat                   | Parti politique | Votes | Pourcentage |
| -------- | -------------------------- | --------------- | ----- | ----------- |
|          | Lyn Thériault              | Vision Montréal | 3 784 | 40%         |
|          | Richer Dompierre (Sortant) | Union Montréal  | 2 926 | 30,9 %      |
|          | Michel Bouchard            | Projet Montréal | 2 437 | 25,7 %      |
|          | Steve Lamer                | Indépendant     | 255   | 2,7 %       |
|          | Kristian-Andrew Solarik    | Indépendant     | 69    | 0,7 %       |

| Candidat | Candidat            | Parti politique | Votes | Pourcentage |
| -------- | ------------------- | --------------- | ----- | ----------- |
|          | Monique C. Blanchet | Vision Montréal | 5 239 | 53,6%       |
|          | Carl Bégin          | Projet Montréal | 2 569 | 26,3 %      |
|          | Christian Giguère   | Union Montréal  | 1 966 | 20,1 %      |

### Montréal-Nord
|          |                  | Nombre total d'électeurs inscrits    | 53 098          |             |
|          |                  | Nombre total de votes exprimés       | 17 762          | 33,45 %     |
| Candidat | Candidat         | Parti politique                      | Nombre de votes | Pourcentage |
|          | Gilles Deguire   | Union Montréal                       | 6 784           | 40,5 %      |
|          | Daniel Renaud    | Vision Montréal                      | 4 317           | 25,77 %     |
|          | Michelle Allaire | Renouveau municipal de Montréal      | 3 213           | 19,18 %     |
|          | Ronald Boisrond  | Projet Montréal                      | 2 438           | 14,55 %     |
|          |                  | Nombre de bulletins de vote rejetées | 1 010           |             |
|          |                  | Majorité en faveur de Gilles Deguire | 2 467           |             |

|          |                         | Nombre total d'électeurs inscrits             | 27 807          |             |
|          |                         | Nombre total de votes exprimés                | 9 529           | 34,27 %     |
| Candidat | Candidat                | Parti politique                               | Nombre de votes | Pourcentage |
|          | Clementina Teti-Tomassi | Union Montréal                                | 3 410           | 37,77 %     |
|          | Marc L. Fortin          | Vision Montréal                               | 2 817           | 31,2 %      |
|          | Hugues Surprenant       | Projet Montréal                               | 1 456           | 16,13 %     |
|          | Louis Pelletier         | Renouveau municipal de Montréal               | 1 345           | 14,9 %      |
|          |                         | Nombre de bulletins de vote rejetées          | 501             |             |
|          |                         | Majorité en faveur de Clementina Teti-Tomassi | 593             |             |

|          |                   | Nombre total d'électeurs inscrits    | 27 807          |             |
|          |                   | Nombre total de votes exprimés       | 9 506           | 34,19 %     |
| Candidat | Candidat          | Parti politique                      | Nombre de votes | Pourcentage |
|          | Chantal Rossi     | Union Montréal                       | 3 506           | 38,96 %     |
|          | Roland Carrier    | Vision Montréal                      | 2 824           | 31,38 %     |
|          | Jeannette Belisle | Renouveau municipal de Montréal      | 1 413           | 15,7 %      |
|          | Saïd Ghoulimi     | Projet Montréal                      | 1 256           | 13,96 %     |
|          |                   | Nombre de bulletins de vote rejetées | 507             |             |
|          |                   | Majorité en faveur de Chantal Rossi  | 682             |             |

|          |                    | Nombre total d'électeurs inscrits      | 25 291          |             |
|          |                    | Nombre total de votes exprimés         | 8 162           | 32,27 %     |
| Candidat | Candidat           | Parti politique                        | Nombre de votes | Pourcentage |
|          | Jean-Marc Gibeau   | Union Montréal                         | 3 787           | 49,21 %     |
|          | Brunilda Reyes     | Vision Montréal                        | 2 035           | 26,45 %     |
|          | Réjean Loyer       | Renouveau municipal de Montréal        | 953             | 12,38 %     |
|          | Judith Houedjissin | Projet Montréal                        | 920             | 11,96 %     |
|          |                    | Nombre de bulletins de vote rejetées   | 467             |             |
|          |                    | Majorité en faveur de Jean-Marc Gibeau | 1 752           |             |

|          |                    | Nombre total d'électeurs inscrits    | 25 291          |             |
|          |                    | Nombre total de votes exprimés       | 8 175           | 32,32 %     |
| Candidat | Candidat           | Parti politique                      | Nombre de votes | Pourcentage |
|          | Monica Ricourt     | Union Montréal                       | 3 313           | 43,28 %     |
|          | Guerline Rigaud    | Vision Montréal                      | 2 020           | 26,39 %     |
|          | Nicolas Bergeron   | Projet Montréal                      | 1 140           | 14,89 %     |
|          | Lynn Boulerice     | Renouveau municipal de Montréal      | 993             | 12,97 %     |
|          | Henri-Paul Bernier | Indépendant                          | 189             | 2,47 %      |
|          |                    | Nombre de bulletins de vote rejetées | 520             |             |
|          |                    | Majorité en faveur de Monica Ricourt | 1 293           |             |

### Outremont
|          |                      | Nombre total d'électeurs inscrits     | 15 431          |             |
|          |                      | Nombre total de votes exprimés        | 8 480           | 54,95 %     |
| Candidat | Candidat             | Parti politique                       | Nombre de votes | Pourcentage |
|          | Marie Cinq-Mars      | Union Montréal                        | 3 803           | 45,95 %     |
|          | Paul-André Tétreault | Vision Montréal                       | 2 484           | 30,01 %     |
|          | Étienne Coutu        | Projet Montréal                       | 1 990           | 24,04 %     |
|          |                      | Nombre de bulletins de vote rejetées  | 203             |             |
|          |                      | Majorité en faveur de Marie Cinq-Mars | 1 319           |             |

|          |                       | Nombre total d'électeurs inscrits    | 4 108           |             |
|          |                       | Nombre total de votes exprimés       | 2 070           | 50,39 %     |
| Candidat | Candidat              | Parti politique                      | Nombre de votes | Pourcentage |
|          | Louis Moffatt         | Union Montréal                       | 912             | 44,9 %      |
|          | Jean De Julio-Paquin  | Parti d'Outremont                    | 452             | 22,26 %     |
|          | Duncan Robert Seebold | Vision Montréal                      | 362             | 17,82 %     |
|          | Mylène Freeman        | Projet Montréal                      | 305             | 15,02 %     |
|          |                       | Nombre de bulletins de vote rejetées | 39              |             |
|          |                       | Majorité en faveur de Louis Moffatt  | 460             |             |

|          |                    | Nombre total d'électeurs inscrits    | 4 207           |             |
|          |                    | Nombre total de votes exprimés       | 2 452           | 58,28 %     |
| Candidat | Candidat           | Parti politique                      | Nombre de votes | Pourcentage |
|          | Céline Forget      | Indépendant                          | 770             | 31,91 %     |
|          | Claude B. Piquette | Union Montréal                       | 666             | 27,6 %      |
|          | Louise Gagné       | Vision Montréal                      | 597             | 24,74 %     |
|          | Denise Baranceanu  | Projet Montréal                      | 380             | 15,75 %     |
|          |                    | Nombre de bulletins de vote rejetées | 39              |             |
|          |                    | Majorité en faveur de Céline Forget  | 39              |             |

|          |               | Nombre total d'électeurs inscrits    | 3 462           |             |
|          |               | Nombre total de votes exprimés       | 1 899           | 54,85 %     |
| Candidat | Candidat      | Parti politique                      | Nombre de votes | Pourcentage |
|          | Marie Potvin  | Union Montréal                       | 785             | 42,16 %     |
|          | Alain Tittley | Vision Montréal                      | 501             | 26,91 %     |
|          | Angèle Richer | Projet Montréal                      | 296             | 15,9 %      |
|          | Jean Girouard | Parti d'Outremont                    | 280             | 15,04 %     |
|          |               | Nombre de bulletins de vote rejetées | 37              |             |
|          |               | Majorité en faveur de Marie Potvin   | 284             |             |

|          |                     | Nombre total d'électeurs inscrits    | 3 654           |             |
|          |                     | Nombre total de votes exprimés       | 2 061           | 56,4 %      |
| Candidat | Candidat            | Parti politique                      | Nombre de votes | Pourcentage |
|          | Ana Nunes           | Union Montréal                       | 654             | 32,73 %     |
|          | Marc Vanier Vincent | Vision Montréal                      | 527             | 26,38 %     |
|          | Jérôme Bugel        | Projet Montréal                      | 419             | 20,97 %     |
|          | Pierre Simard       | Parti d'Outremont                    | 398             | 19,92 %     |
|          |                     | Nombre de bulletins de vote rejetées | 63              |             |
|          |                     | Majorité en faveur de Ana Nunes      | 127             |             |

### Pierrefonds-Roxboro
|          |                 | Nombre total d'électeurs inscrits    | 45 454          |             |
|          |                 | Nombre total de votes exprimés       | 13 654          | 30,04 %     |
| Candidat | Candidat        | Parti politique                      | Nombre de votes | Pourcentage |
|          | Monique Worth   | Union Montréal                       | 7 065           | 53,22 %     |
|          | Michael Labelle | Projet Montréal                      | 4 483           | 33,77 %     |
|          | Latif Zaki      | Vision Montréal                      | 1 728           | 13,02 %     |
|          |                 | Nombre de bulletins de vote rejetées | 378             |             |
|          |                 | Majorité en faveur de Monique Worth  | 2 582           |             |

|          |                     | Nombre total d'électeurs inscrits         | 24 127          |             |
|          |                     | Nombre total de votes exprimés            | 7 464           | 30,94 %     |
| Candidat | Candidat            | Parti politique                           | Nombre de votes | Pourcentage |
|          | Christian G. Dubois | Union Montréal                            | 3 722           | 51,63 %     |
|          | Miguel Roman        | Projet Montréal                           | 2 188           | 30,35 %     |
|          | Mustapha Kachani    | Vision Montréal                           | 1 299           | 18,02 %     |
|          |                     | Nombre de bulletins de vote rejetées      | 255             |             |
|          |                     | Majorité en faveur de Christian G. Dubois | 1 534           |             |

|          |                    | Nombre total d'électeurs inscrits        | 24 127          |             |
|          |                    | Nombre total de votes exprimés           | 7 477           | 30,99 %     |
| Candidat | Candidat           | Parti politique                          | Nombre de votes | Pourcentage |
|          | Dimitrios Jim Beis | Union Montréal                           | 3 585           | 49,77 %     |
|          | Eva Salem Nakouzi  | Projet Montréal                          | 1 913           | 26,56 %     |
|          | Nathalie Morin     | Vision Montréal                          | 1 705           | 23,67 %     |
|          |                    | Nombre de bulletins de vote rejetées     | 274             |             |
|          |                    | Majorité en faveur de Dimitrios Jim Beis | 1 672           |             |

|          |                  | Nombre total d'électeurs inscrits      | 21 327          |             |
|          |                  | Nombre total de votes exprimés         | 6 196           | 29,05 %     |
| Candidat | Candidat         | Parti politique                        | Nombre de votes | Pourcentage |
|          | Bertrand A. Ward | Union Montréal                         | 3 264           | 54,2 %      |
|          | Eric McCarty     | Projet Montréal                        | 1 941           | 32,23 %     |
|          | Olivier Manceau  | Vision Montréal                        | 817             | 13,57 %     |
|          |                  | Nombre de bulletins de vote rejetées   | 174             |             |
|          |                  | Majorité en faveur de Bertrand A. Ward | 1 323           |             |

|          |                          | Nombre total d'électeurs inscrits              | 21 327          |             |
|          |                          | Nombre total de votes exprimés                 | 6 197           | 29,06 %     |
| Candidat | Candidat                 | Parti politique                                | Nombre de votes | Pourcentage |
|          | Catherine Clément-Talbot | Union Montréal                                 | 3 260           | 54,26 %     |
|          | Lisa Ann Cardi           | Projet Montréal                                | 1 940           | 32,29 %     |
|          | Alexandre Pagé-Chassé    | Vision Montréal                                | 808             | 13,45 %     |
|          |                          | Nombre de bulletins de vote rejetées           | 189             |             |
|          |                          | Majorité en faveur de Catherine Clément-Talbot | 1 320           |             |

### Plateau-Mont-Royal
|          |                        | Nombre total d'électeurs inscrits    | 66 556          |             |
|          |                        | Nombre total de votes exprimés       | 28 920          | 43,45 %     |
| Candidat | Candidat               | Parti politique                      | Nombre de votes | Pourcentage |
|          | Luc Ferrandez          | Projet Montréal                      | 12 541          | 44,76 %     |
|          | Guillaume Vaillancourt | Vision Montréal                      | 7 620           | 27,2 %      |
|          | Michel Labrecque       | Union Montréal                       | 7 274           | 25,96 %     |
|          | Jean-François Larose   | Équipe Louise O'Sullivan             | 582             | 2,08 %      |
|          |                        | Nombre de bulletins de vote rejetées | 903             |             |
|          |                        | Majorité en faveur de Luc Ferrandez  | 4 921           |             |

|          |                   | Nombre total d'électeurs inscrits    | 21 719          |             |
|          |                   | Nombre total de votes exprimés       | 9 251           | 42,59 %     |
| Candidat | Candidat          | Parti politique                      | Nombre de votes | Pourcentage |
|          | Alex Norris       | Projet Montréal                      | 4 262           | 47,51 %     |
|          | Pierre Marquis    | Vision Montréal                      | 2 552           | 28,45 %     |
|          | Robert Pilon      | Union Montréal                       | 1 885           | 21,01 %     |
|          | Juliana Contreras | Équipe Louise O'Sullivan             | 272             | 3,03 %      |
|          |                   | Nombre de bulletins de vote rejetées | 280             |             |
|          |                   | Majorité en faveur de Alex Norris    | 1 710           |             |

|          |                          | Nombre total d'électeurs inscrits    | 21 719          |             |
|          |                          | Nombre total de votes exprimés       | 9 253           | 42,6 %      |
| Candidat | Candidat                 | Parti politique                      | Nombre de votes | Pourcentage |
|          | Richard Ryan             | Projet Montréal                      | 4 349           | 48,52 %     |
|          | Michel Pauzé             | Vision Montréal                      | 2 555           | 28,51 %     |
|          | Eleni Fakotakis-Kolaitis | Union Montréal                       | 2 059           | 22,97 %     |
|          |                          | Nombre de bulletins de vote rejetées | 290             |             |
|          |                          | Majorité en faveur de Richard Ryan   | 1 794           |             |

|          |                     | Nombre total d'électeurs inscrits     | 23 602          |             |
|          |                     | Nombre total de votes exprimés        | 11 238          | 47,61 %     |
| Candidat | Candidat            | Parti politique                       | Nombre de votes | Pourcentage |
|          | Josée Duplessis     | Projet Montréal                       | 5 403           | 49,51 %     |
|          | Martine Hébert      | Vision Montréal                       | 3 907           | 35,8 %      |
|          | Constance Ramacieri | Union Montréal                        | 1 391           | 12,75 %     |
|          | Antoine Bilodeau    | Équipe Louise O'Sullivan              | 211             | 1,93 %      |
|          |                     | Nombre de bulletins de vote rejetées  | 326             |             |
|          |                     | Majorité en faveur de Josée Duplessis | 1 496           |             |

|          |                        | Nombre total d'électeurs inscrits    | 23 602          |             |
|          |                        | Nombre total de votes exprimés       | 11 237          | 47,61 %     |
| Candidat | Candidat               | Parti politique                      | Nombre de votes | Pourcentage |
|          | Carl Boileau           | Projet Montréal                      | 5 242           | 48,12 %     |
|          | Christine Fréchette    | Vision Montréal                      | 4 168           | 38,26 %     |
|          | Marc-Nicolas Kobrynsky | Union Montréal                       | 1 484           | 13,62 %     |
|          |                        | Nombre de bulletins de vote rejetées | 343             |             |
|          |                        | Majorité en faveur de Carl Boileau   | 1 074           |             |

|          |                                                     | Nombre total d'électeurs inscrits      | 21 235          |             |
|          |                                                     | Nombre total de votes exprimés         | 8 401           | 39,56 %     |
| Candidat | Candidat                                            | Parti politique                        | Nombre de votes | Pourcentage |
|          | Richard Bergeron (Nimâ Valérie Machouf, colistière) | Projet Montréal                        | 3 271           | 39,9 %      |
|          | Nathalie Rochefort                                  | Vision Montréal                        | 2 404           | 29,32 %     |
|          | Michel Prescott                                     | Union Montréal                         | 1 806           | 22,03 %     |
|          | Marc-Boris St-Maurice                               | Indépendant                            | 548             | 6,68 %      |
|          | Marc-André Bahl                                     | Équipe Louise O'Sullivan               | 170             | 2,07 %      |
|          |                                                     | Nombre de bulletins de vote rejetées   | 202             |             |
|          |                                                     | Majorité en faveur de Richard Bergeron | 867             |             |

|          |                     | Nombre total d'électeurs inscrits    | 21 235          |             |
|          |                     | Nombre total de votes exprimés       | 8 405           | 39,58 %     |
| Candidat | Candidat            | Parti politique                      | Nombre de votes | Pourcentage |
|          | Piper Huggins       | Projet Montréal                      | 3 457           | 42,57 %     |
|          | Jennifer-Lee Barker | Vision Montréal                      | 2 719           | 33,48 %     |
|          | Isabel Dos Santos   | Union Montréal                       | 1 945           | 23,95 %     |
|          |                     | Nombre de bulletins de vote rejetées | 284             |             |
|          |                     | Majorité en faveur de Piper Huggins  | 738             |             |

### Rivière-des-Prairies–Pointe-aux-Trembles
|          |                      | Nombre total d'électeurs inscrits    | 77 592          |             |
|          |                      | Nombre total de votes exprimés       | 30 964          | 39,91 %     |
| Candidat | Candidat             | Parti politique                      | Nombre de votes | Pourcentage |
|          | Joe Magri            | Union Montréal                       | 12 250          | 41,27 %     |
|          | Chantal Rouleau      | Vision Montréal                      | 10 770          | 36,28 %     |
|          | Thérèse Deschambault | Projet Montréal                      | 5 845           | 19,69 %     |
|          | Michel Daoust        | Indépendant                          | 817             | 2,75 %      |
|          |                      | Nombre de bulletins de vote rejetées | 1 282           |             |
|          |                      | Majorité en faveur de Joe Magri      | 1 480           |             |

|          |                    | Nombre total d'électeurs inscrits        | 28 255          |             |
|          |                    | Nombre total de votes exprimés           | 11 041          | 39,08 %     |
| Candidat | Candidat           | Parti politique                          | Nombre de votes | Pourcentage |
|          | Caroline Bourgeois | Vision Montréal                          | 4 265           | 40,58 %     |
|          | Marco Veilleux     | Union Montréal                           | 3 744           | 35,63 %     |
|          | Suzanne Morin      | Projet Montréal                          | 2 500           | 23,79 %     |
|          |                    | Nombre de bulletins de vote rejetées     | 532             |             |
|          |                    | Majorité en faveur de Caroline Bourgeois | 521             |             |

| Candidat | Candidat                | Parti politique | Votes | Pourcentage |
| -------- | ----------------------- | --------------- | ----- | ----------- |
|          | Suzanne Décarie         | Vision Montréal | 4 944 | 50,1%       |
|          | André Belisle (Sortant) | Union Montréal  | 2 519 | 25,5 %      |
|          | Marius Minier           | Projet Montréal | 2 119 | 21,5 %      |
|          | Gérald Briand           | Indépendant     | 281   | 2,8 %       |

| Candidat | Candidat         | Parti politique | Votes | Pourcentage |
| -------- | ---------------- | --------------- | ----- | ----------- |
|          | Maria Calderone  | Union Montréal  | 5 524 | 59,8%       |
|          | Gennaro Bartolli | Vision Montréal | 2 107 | 22,8 %      |
|          | Carole Leroux    | Projet Montréal | 1 603 | 17,4 %      |

| Candidat | Candidat                   | Parti politique | Votes | Pourcentage |
| -------- | -------------------------- | --------------- | ----- | ----------- |
|          | Mario Blanchet             | Vision Montréal | 4 289 | 40,7%       |
|          | Joseph Di Pietro (Sortant) | Union Montréal  | 3 774 | 35,8 %      |
|          | Guillaume Raymond          | Projet Montréal | 2 471 | 23,5 %      |

| Candidat | Candidat            | Parti politique | Votes | Pourcentage |
| -------- | ------------------- | --------------- | ----- | ----------- |
|          | Gilles Déziel       | Vision Montréal | 4 494 | 45,8%       |
|          | Stéphane Robitaille | Union Montréal  | 2 835 | 28,9 %      |
|          | Carine Bernier      | Projet Montréal | 2 491 | 25,4 %      |

| Candidat | Candidat        | Parti politique | Votes | Pourcentage |
| -------- | --------------- | --------------- | ----- | ----------- |
|          | Giovanni Rapanà | Union Montréal  | 5 356 | 58,6%       |
|          | Franco Ierfino  | Vision Montréal | 2 101 | 23 %        |
|          | Sylvain Girard  | Projet Montréal | 1 687 | 18,4 %      |

### Rosemont–La Petite-Patrie
|          |                  | Nombre total d'électeurs inscrits      | 96 802          |             |
|          |                  | Nombre total de votes exprimés         | 43 900          | 45,35 %     |
| Candidat | Candidat         | Parti politique                        | Nombre de votes | Pourcentage |
|          | François Croteau | Vision Montréal                        | 15 077          | 35,51 %     |
|          | Patrick Cigana   | Projet Montréal                        | 13 902          | 32,74 %     |
|          | André Lavallée   | Union Montréal                         | 13 477          | 31,74 %     |
|          |                  | Nombre de bulletins de vote rejetées   | 1 444           |             |
|          |                  | Majorité en faveur de François Croteau | 1 175           |             |

|          |                  | Nombre total d'électeurs inscrits      | 24 500          |             |
|          |                  | Nombre total de votes exprimés         | 10 675          | 43,57 %     |
| Candidat | Candidat         | Parti politique                        | Nombre de votes | Pourcentage |
|          | François Limoges | Projet Montréal                        | 4 816           | 46,52 %     |
|          | Atïm Leon        | Vision Montréal                        | 3 206           | 30,97 %     |
|          | Nicole McNeil    | Union Montréal                         | 2 045           | 19,75 %     |
|          | Francine Faucher | Équipe Louise O'Sullivan               | 285             | 2,75 %      |
|          |                  | Nombre de bulletins de vote rejetées   | 323             |             |
|          |                  | Majorité en faveur de François Limoges | 1 610           |             |

|          |                    | Nombre total d'électeurs inscrits        | 23 834          |             |
|          |                    | Nombre total de votes exprimés           | 11 323          | 47,51 %     |
| Candidat | Candidat           | Parti politique                          | Nombre de votes | Pourcentage |
|          | Marc-André Gadoury | Projet Montréal                          | 4 295           | 39,17 %     |
|          | Rémy Trudel        | Vision Montréal                          | 4 154           | 37,89 %     |
|          | Carole Du Sault    | Union Montréal                           | 2 515           | 22,94 %     |
|          |                    | Nombre de bulletins de vote rejetées     | 359             |             |
|          |                    | Majorité en faveur de Marc-André Gadoury | 141             |             |

|          |                    | Nombre total d'électeurs inscrits    | 25 362          |             |
|          |                    | Nombre total de votes exprimés       | 11 407          | 44,98 %     |
| Candidat | Candidat           | Parti politique                      | Nombre de votes | Pourcentage |
|          | Pierre Lampron     | Vision Montréal                      | 4 674           | 42,38 %     |
|          | Christine Gosselin | Projet Montréal                      | 3 736           | 33,87 %     |
|          | Gilles Grondin     | Union Montréal                       | 2 620           | 23,75 %     |
|          |                    | Nombre de bulletins de vote rejetées | 377             |             |
|          |                    | Majorité en faveur de Pierre Lampron | 938             |             |

|          |                      | Nombre total d'électeurs inscrits    | 23 106          |             |
|          |                      | Nombre total de votes exprimés       | 10 511          | 45,49 %     |
| Candidat | Candidat             | Parti politique                      | Nombre de votes | Pourcentage |
|          | Élaine Ayotte        | Vision Montréal                      | 4 584           | 45,41 %     |
|          | Carle Bernier-Genest | Union Montréal                       | 3 147           | 31,18 %     |
|          | Michel Desmarais     | Projet Montréal                      | 2 363           | 23,41 %     |
|          |                      | Nombre de bulletins de vote rejetées | 417             |             |
|          |                      | Majorité en faveur de Élaine Ayotte  | 1 437           |             |

### Saint-Laurent
|          |                | Nombre total d'électeurs inscrits    | 56 747          |             |
|          |                | Nombre total de votes exprimés       | 18 767          | 33,07 %     |
| Candidat | Candidat       | Parti politique                      | Nombre de votes | Pourcentage |
|          | Alan DeSousa   | Union Montréal                       | 13 206          | 72,89 %     |
|          | Fouad Zerhouni | Projet Montréal                      | 2 486           | 13,72 %     |
|          | Sergio Borja   | Vision Montréal                      | 2 426           | 13,39 %     |
|          |                | Nombre de bulletins de vote rejetées | 649             |             |
|          |                | Majorité en faveur de Alan DeSousa   | 10 720          |             |

|          |                 | Nombre total d'électeurs inscrits    | 29 030          |             |
|          |                 | Nombre total de votes exprimés       | 9 298           | 32,03 %     |
| Candidat | Candidat        | Parti politique                      | Nombre de votes | Pourcentage |
|          | Laval Demers    | Union Montréal                       | 5 793           | 64,33 %     |
|          | Carole Laberge  | Projet Montréal                      | 1 415           | 15,71 %     |
|          | Sonia Fragapane | Vision Montréal                      | 1 230           | 13,66 %     |
|          | Bryce Durafourt | Indépendant                          | 567             | 6,3 %       |
|          |                 | Nombre de bulletins de vote rejetées | 293             |             |
|          |                 | Majorité en faveur de Laval Demers   | 4 378           |             |

|          |                        | Nombre total d'électeurs inscrits    | 29 030          |             |
|          |                        | Nombre total de votes exprimés       | 9 328           | 32,13 %     |
| Candidat | Candidat               | Parti politique                      | Nombre de votes | Pourcentage |
|          | Maurice Cohen          | Union Montréal                       | 6 086           | 67,2 %      |
|          | Frances Kotar          | Projet Montréal                      | 1 493           | 16,48 %     |
|          | Guillaume Benoit-Gagné | Vision Montréal                      | 1 478           | 16,32 %     |
|          |                        | Nombre de bulletins de vote rejetées | 271             |             |
|          |                        | Majorité en faveur de Maurice Cohen  | 4 593           |             |

|          |                   | Nombre total d'électeurs inscrits    | 27 717          |             |
|          |                   | Nombre total de votes exprimés       | 9 469           | 34,16 %     |
| Candidat | Candidat          | Parti politique                      | Nombre de votes | Pourcentage |
|          | Aref Salem        | Union Montréal                       | 5 166           | 57,32 %     |
|          | Joan Adams        | Vision Montréal                      | 1 822           | 20,22 %     |
|          | Mohammed Benzaria | Projet Montréal                      | 1 505           | 16,7 %      |
|          | Alain Ackad       | Équipe Louise O'Sullivan             | 520             | 5,77 %      |
|          |                   | Nombre de bulletins de vote rejetées | 456             |             |
|          |                   | Majorité en faveur de Aref Salem     | 3 344           |             |

|          |                  | Nombre total d'électeurs inscrits      | 27 717          |             |
|          |                  | Nombre total de votes exprimés         | 9 441           | 34,06 %     |
| Candidat | Candidat         | Parti politique                        | Nombre de votes | Pourcentage |
|          | Michèle D. Biron | Union Montréal                         | 5 590           | 62,28 %     |
|          | Léonard Langlois | Projet Montréal                        | 1 771           | 19,73 %     |
|          | Nezar Hammoud    | Vision Montréal                        | 1 614           | 17,98 %     |
|          |                  | Nombre de bulletins de vote rejetées   | 466             |             |
|          |                  | Majorité en faveur de Michèle D. Biron | 3 819           |             |

### Saint-Léonard
|          |                     | Nombre total d'électeurs inscrits      | 48 325          |             |
|          |                     | Nombre total de votes exprimés         | 18 803          | 38,91 %     |
| Candidat | Candidat            | Parti politique                        | Nombre de votes | Pourcentage |
|          | Michel Bissonnet    | Union Montréal                         | 12 449          | 69,72 %     |
|          | Vittorio Capparelli | Vision Montréal                        | 2 035           | 11,4 %      |
|          | Italo Barone        | Action civique Montréal                | 1 868           | 10,46 %     |
|          | Nicolas Marchildon  | Projet Montréal                        | 1 325           | 7,42 %      |
|          | David Mallozzi      | Indépendant                            | 179             | 1 %         |
|          |                     | Nombre de bulletins de vote rejetées   | 947             |             |
|          |                     | Majorité en faveur de Michel Bissonnet | 10 414          |             |

|          |                   | Nombre total d'électeurs inscrits       | 21 159          |             |
|          |                   | Nombre total de votes exprimés          | 8 294           | 39,2 %      |
| Candidat | Candidat          | Parti politique                         | Nombre de votes | Pourcentage |
|          | Robert L. Zambito | Union Montréal                          | 4 928           | 63,51 %     |
|          | Raphaël Fortin    | Vision Montréal                         | 1 135           | 14,63 %     |
|          | Franco Fiori      | Projet Montréal                         | 947             | 12,21 %     |
|          | Louise Blackburn  | Action civique Montréal                 | 749             | 9,65 %      |
|          |                   | Nombre de bulletins de vote rejetées    | 535             |             |
|          |                   | Majorité en faveur de Robert L. Zambito | 3 793           |             |

|          |                     | Nombre total d'électeurs inscrits        | 21 159          |             |
|          |                     | Nombre total de votes exprimés           | 8 270           | 39,09 %     |
| Candidat | Candidat            | Parti politique                          | Nombre de votes | Pourcentage |
|          | Lili-Anne Tremblay  | Union Montréal                           | 4 429           | 57,86 %     |
|          | Domenico Moschella  | Action civique Montréal                  | 1 234           | 16,12 %     |
|          | Marie-Lourdes Louis | Vision Montréal                          | 1 162           | 15,18 %     |
|          | Martin Surprenant   | Projet Montréal                          | 830             | 10,84 %     |
|          |                     | Nombre de bulletins de vote rejetées     | 615             |             |
|          |                     | Majorité en faveur de Lili-Anne Tremblay | 3 195           |             |

| Candidat | Candidat                | Parti politique         | Votes | Pourcentage |
| -------- | ----------------------- | ----------------------- | ----- | ----------- |
|          | Dominic Perri (Sortant) | Union Montréal          | 6 524 | 66,7%       |
|          | Najat Boughaba          | Vision Montréal         | 1 330 | 13,6 %      |
|          | Rocco De Robertis       | Action civique Montréal | 1 155 | 11,8 %      |
|          | Souad El Haous          | Projet Montréal         | 773   | 7,9 %       |

| Candidat | Candidat                 | Parti politique         | Votes | Pourcentage |
| -------- | ------------------------ | ----------------------- | ----- | ----------- |
|          | Mario Battista (Sortant) | Union Montréal          | 6 653 | 67,4%       |
|          | Carmelo De Stefano       | Vision Montréal         | 1 408 | 14,3 %      |
|          | Martin Lavallée          | Projet Montréal         | 1 095 | 11,1 %      |
|          | Luis Ruivo               | Action civique Montréal | 717   | 7,3 %       |

### Sud-Ouest
| Candidat | Candidat                    | Parti politique | Votes | Pourcentage |
| -------- | --------------------------- | --------------- | ----- | ----------- |
|          | Benoît Dorais               | Vision Montréal | 4 848 | 28,4%       |
|          | Nicole Boudreau             | Union Montréal  | 4 821 | 28,2 %      |
|          | Line Hamel                  | Indépendant     | 3 586 | 21 %        |
|          | Mudi Wa Mbuji Kabeya Liévin | Projet Montréal | 3 275 | 19,2 %      |
|          | Camillien Delisle           | Indépendant     | 537   | 3,1 %       |

| Candidat | Candidat            | Parti politique | Votes | Pourcentage |
| -------- | ------------------- | --------------- | ----- | ----------- |
|          | Véronique Fournier  | Vision Montréal | 2 695 | 30,2%       |
|          | Pierre E. Fréchette | Union Montréal  | 2 538 | 28,4 %      |
|          | Steeve Lemay        | Projet Montréal | 2 524 | 28,3 %      |
|          | Sylvain Patry       | Indépendant     | 792   | 8,9 %       |
|          | Michel Fortin       | Indépendant     | 378   | 4,2 %       |

| Candidat | Candidat             | Parti politique | Votes | Pourcentage |
| -------- | -------------------- | --------------- | ----- | ----------- |
|          | Daniel Bélanger      | Union Montréal  | 3 088 | 38,3%       |
|          | Benjamin Cartier     | Vision Montréal | 3 031 | 37,6 %      |
|          | Marie-Pascale Deegan | Projet Montréal | 1 950 | 24,2 %      |

| Candidat | Candidat         | Parti politique            | Votes | Pourcentage |
| -------- | ---------------- | -------------------------- | ----- | ----------- |
|          | Sophie Thiébaut  | Projet Montréal            | 2 765 | 30,9%       |
|          | Paul-Émile Rioux | Vision Montréal            | 2 524 | 28,2 %      |
|          | Danielle Godbout | Union Montréal             | 2 444 | 27,3 %      |
|          | Emilie Bordat    | Indépendant                | 645   | 7,2 %       |
|          | Sean Murphy      | Parti Montréal-Ville-Marie | 564   | 6,3 %       |

| Candidat | Candidat                      | Parti politique | Votes | Pourcentage |
| -------- | ----------------------------- | --------------- | ----- | ----------- |
|          | Huguette Roy                  | Vision Montréal | 2 574 | 31,8%       |
|          | Danielle Robitaille-Pignoloni | Union Montréal  | 2 494 | 30,8 %      |
|          | Hélène Leblanc                | Projet Montréal | 1 744 | 21,5 %      |
|          | Ronald Bossy (Sortant)        | Indépendant     | 1 291 | 15,9 %      |

### Verdun
|          |                  | Nombre total d'électeurs inscrits    | 47 141          |             |
|          |                  | Nombre total de votes exprimés       | 18 073          | 38,34 %     |
| Candidat | Candidat         | Parti politique                      | Nombre de votes | Pourcentage |
|          | Claude Trudel    | Union Montréal                       | 6 993           | 39,92 %     |
|          | Richard Langlais | Vision Montréal                      | 5 578           | 31,84 %     |
|          | Yannick Brosseau | Projet Montréal                      | 3 892           | 22,22 %     |
|          | Pierre Labrosse  | Équipe Louise O'Sullivan             | 1 055           | 6,02 %      |
|          |                  | Nombre de bulletins de vote rejetées | 555             |             |
|          |                  | Majorité en faveur de Claude Trudel  | 1 415           |             |

|          |                   | Nombre total d'électeurs inscrits     | 24 618          |             |
|          |                   | Nombre total de votes exprimés        | 9 721           | 39,49 %     |
| Candidat | Candidat          | Parti politique                       | Nombre de votes | Pourcentage |
|          | Ginette Marotte   | Union Montréal                        | 3 430           | 36,51 %     |
|          | Catherine Chauvin | Vision Montréal                       | 3 289           | 35,01 %     |
|          | Alain Fredet      | Projet Montréal                       | 2 160           | 22,99 %     |
|          | Denise Larouche   | Équipe Louise O'Sullivan              | 516             | 5,49 %      |
|          |                   | Nombre de bulletins de vote rejetées  | 326             |             |
|          |                   | Majorité en faveur de Ginette Marotte | 141             |             |

|          |                | Nombre total d'électeurs inscrits    | 24 618          |             |
|          |                | Nombre total de votes exprimés       | 9 721           | 39,49 %     |
| Candidat | Candidat       | Parti politique                      | Nombre de votes | Pourcentage |
|          | Paul Beaupré   | Union Montréal                       | 3 455           | 37,02 %     |
|          | André Julien   | Vision Montréal                      | 3 070           | 32,89 %     |
|          | Mathieu Lutfy  | Projet Montréal                      | 2 250           | 24,11 %     |
|          | Rickie Richard | Équipe Louise O'Sullivan             | 559             | 5,99 %      |
|          |                | Nombre de bulletins de vote rejetées | 387             |             |
|          |                | Majorité en faveur de Paul Beaupré   | 385             |             |

|          |                  | Nombre total d'électeurs inscrits     | 24 618          |             |
|          |                  | Nombre total de votes exprimés        | 9 716           | 39,47 %     |
| Candidat | Candidat         | Parti politique                       | Nombre de votes | Pourcentage |
|          | Andrée Champoux  | Union Montréal                        | 3 308           | 35,32 %     |
|          | Pierre L'Heureux | Vision Montréal                       | 3 270           | 34,92 %     |
|          | Ken McLaughlin   | Projet Montréal                       | 2 180           | 23,28 %     |
|          | Pierre Rousseau  | Équipe Louise O'Sullivan              | 607             | 6,48 %      |
|          |                  | Nombre de bulletins de vote rejetées  | 351             |             |
|          |                  | Majorité en faveur de Andrée Champoux | 38              |             |

|          |                    | Nombre total d'électeurs inscrits    | 22 523          |             |
|          |                    | Nombre total de votes exprimés       | 8 334           | 37 %        |
| Candidat | Candidat           | Parti politique                      | Nombre de votes | Pourcentage |
|          | Alain Tassé        | Union Montréal                       | 3 115           | 38,69 %     |
|          | Antoine Richard    | Vision Montréal                      | 2 429           | 30,17 %     |
|          | Mathieu Boisvert   | Projet Montréal                      | 1 901           | 23,61 %     |
|          | Jeannette Lafrance | Équipe Louise O'Sullivan             | 606             | 7,53 %      |
|          |                    | Nombre de bulletins de vote rejetées | 283             |             |
|          |                    | Majorité en faveur de Alain Tassé    | 686             |             |

|          |                         | Nombre total d'électeurs inscrits    | 22 523          |             |
|          |                         | Nombre total de votes exprimés       | 8 351           | 37,08 %     |
| Candidat | Candidat                | Parti politique                      | Nombre de votes | Pourcentage |
|          | Ann Guy                 | Union Montréal                       | 2 922           | 36,33 %     |
|          | Jean-François Parenteau | Vision Montréal                      | 2 784           | 34,61 %     |
|          | Xavier Mondor           | Projet Montréal                      | 1 837           | 22,84 %     |
|          | Diane Schinck           | Équipe Louise O'Sullivan             | 501             | 6,23 %      |
|          |                         | Nombre de bulletins de vote rejetées | 307             |             |
|          |                         | Majorité en faveur de Ann Guy        | 138             |             |

|          |                   | Nombre total d'électeurs inscrits    | 22 523          |             |
|          |                   | Nombre total de votes exprimés       | 8 350           | 37,07 %     |
| Candidat | Candidat          | Parti politique                      | Nombre de votes | Pourcentage |
|          | André Savard      | Union Montréal                       | 3 234           | 40,09 %     |
|          | Michelle Tremblay | Vision Montréal                      | 2 691           | 33,36 %     |
|          | Beatriz Guarin    | Projet Montréal                      | 1 752           | 21,72 %     |
|          | Robert Couturier  | Équipe Louise O'Sullivan             | 390             | 4,83 %      |
|          |                   | Nombre de bulletins de vote rejetées | 283             |             |
|          |                   | Majorité en faveur de André Savard   | 543             |             |

### Ville-Marie
|          |                                             | Nombre total d'électeurs inscrits    | 18 201          |             |
|          |                                             | Nombre total de votes exprimés       | 5 179           | 28,45 %     |
| Candidat | Candidat                                    | Parti politique                      | Nombre de votes | Pourcentage |
|          | Sammy Forcillo                              | Union Montréal                       | 1 951           | 38,33 %     |
|          | Karim Boulos                                | Indépendant                          | 1 239           | 24,34 %     |
|          | David-Roger Gagnon                          | Projet Montréal                      | 701             | 13,77 %     |
|          | Denise Dussault                             | Vision Montréal                      | 618             | 12,14 %     |
|          | Louise O'Sullivan (Fergus Keyes, colistier) | Équipe Louise O'Sullivan             | 529             | 10,39 %     |
|          | Martin Boyer                                | Indépendant                          | 52              | 1,02 %      |
|          |                                             | Nombre de bulletins de vote rejetées | 89              |             |
|          |                                             | Majorité en faveur de Sammy Forcillo | 712             |             |

|          |                    | Nombre total d'électeurs inscrits        | 20 750          |             |
|          |                    | Nombre total de votes exprimés           | 7 806           | 37,62 %     |
| Candidat | Candidat           | Parti politique                          | Nombre de votes | Pourcentage |
|          | François Robillard | Vision Montréal                          | 3 127           | 41,21 %     |
|          | Siou Fan Houang    | Projet Montréal                          | 2 237           | 29,48 %     |
|          | Catherine Sévigny  | Union Montréal                           | 1 965           | 25,9 %      |
|          | Gérald Yane        | Équipe Louise O'Sullivan                 | 259             | 3,41 %      |
|          |                    | Nombre de bulletins de vote rejetées     | 218             |             |
|          |                    | Majorité en faveur de François Robillard | 890             |             |

|          |                                         | Nombre total d'électeurs inscrits      | 15 761          |             |
|          |                                         | Nombre total de votes exprimés         | 6 245           | 39,62 %     |
| Candidat | Candidat                                | Parti politique                        | Nombre de votes | Pourcentage |
|          | Pierre Mainville                        | Projet Montréal                        | 3 689           | 64,94 %     |
|          | Yves Pelletier                          | Union Montréal                         | 1 144           | 20,14 %     |
|          | Michel Bédard (Milan Mirich, colistier) | Fierté Montréal                        | 344             | 6,06 %      |
|          | Frederic Rappaz                         | Indépendant                            | 259             | 4,56 %      |
|          | Rim Zid                                 | Équipe Louise O'Sullivan               | 245             | 4,31 %      |
|          |                                         | Nombre de bulletins de vote rejetées   | 564             |             |
|          |                                         | Majorité en faveur de Pierre Mainville | 2 545           |             |

### Villeray–Saint-Michel–Parc-Extension
|          |                   | Nombre total d'électeurs inscrits    | 87 788          |             |
|          |                   | Nombre total de votes exprimés       | 33 926          | 38,65 %     |
| Candidat | Candidat          | Parti politique                      | Nombre de votes | Pourcentage |
|          | Anie Samson       | Vision Montréal                      | 12 800          | 39,61 %     |
|          | Marcel Tremblay   | Union Montréal                       | 10 709          | 33,14 %     |
|          | Nicolas Thibodeau | Projet Montréal                      | 7 452           | 23,06 %     |
|          | Beverly Bernardo  | Indépendant                          | 705             | 2,18 %      |
|          | Jacques Brisebois | Indépendant                          | 653             | 2,02 %      |
|          |                   | Nombre de bulletins de vote rejetées | 1 607           |             |
|          |                   | Majorité en faveur de Anie Samson    | 2 091           |             |

|          |                      | Nombre total d'électeurs inscrits     | 21 770          |             |
|          |                      | Nombre total de votes exprimés        | 7 111           | 32,66 %     |
| Candidat | Candidat             | Parti politique                       | Nombre de votes | Pourcentage |
|          | Frantz Benjamin      | Union Montréal                        | 2 898           | 43,41 %     |
|          | Soraya Martinez      | Vision Montréal                       | 2 478           | 37,12 %     |
|          | Jack Thierry Morency | Projet Montréal                       | 891             | 13,35 %     |
|          | Valentino Nelson     | Équipe Louise O'Sullivan              | 409             | 6,13 %      |
|          |                      | Nombre de bulletins de vote rejetées  | 435             |             |
|          |                      | Majorité en faveur de Frantz Benjamin | 420             |             |

|          |                           | Nombre total d'électeurs inscrits    | 22 228          |             |
|          |                           | Nombre total de votes exprimés       | 8 332           | 37,48 %     |
| Candidat | Candidat                  | Parti politique                      | Nombre de votes | Pourcentage |
|          | Frank Venneri             | Union Montréal                       | 2 877           | 36,26 %     |
|          | Harry Delva               | Vision Montréal                      | 2 556           | 32,22 %     |
|          | Marie-Josée Beauchamp     | Projet Montréal                      | 2 219           | 27,97 %     |
|          | Guillaume Blouin-Beaudoin | Indépendant                          | 282             | 3,55 %      |
|          |                           | Nombre de bulletins de vote rejetées | 398             |             |
|          |                           | Majorité en faveur de Frank Venneri  | 321             |             |

|          |                  | Nombre total d'électeurs inscrits    | 23 877          |             |
|          |                  | Nombre total de votes exprimés       | 11 301          | 47,33 %     |
| Candidat | Candidat         | Parti politique                      | Nombre de votes | Pourcentage |
|          | Elsie Lefebvre   | Vision Montréal                      | 5 972           | 54,29 %     |
|          | Éric Daoust      | Projet Montréal                      | 2 936           | 26,69 %     |
|          | Sylvain Lachance | Union Montréal                       | 1 895           | 17,23 %     |
|          | Luis Corcuera    | Parti ethnique                       | 198             | 1,8 %       |
|          |                  | Nombre de bulletins de vote rejetées | 300             |             |
|          |                  | Majorité en faveur de Elsie Lefebvre | 3 036           |             |

|          |                       | Nombre total d'électeurs inscrits    | 19 913          |             |
|          |                       | Nombre total de votes exprimés       | 7 166           | 35,99 %     |
| Candidat | Candidat              | Parti politique                      | Nombre de votes | Pourcentage |
|          | Mary Deros            | Union Montréal                       | 3 476           | 50,69 %     |
|          | Costa Zafiropoulos    | Vision Montréal                      | 1 608           | 23,45 %     |
|          | Bernarda Klatt        | Projet Montréal                      | 899             | 13,11 %     |
|          | George Lemontzoglou   | Parti ethnique                       | 534             | 7,79 %      |
|          | Moshfiqur Rahman Khan | Indépendant                          | 215             | 3,14 %      |
|          | Sorin Vasile Iftode   | Équipe Louise O'Sullivan             | 126             | 1,84 %      |
|          |                       | Nombre de bulletins de vote rejetées | 308             |             |
|          |                       | Majorité en faveur de Mary Deros     | 1 868           |             |

## Site officiel
- Élection Montréal